# Fredonia (Kansas)
Fredonia – miasto w Stanach Zjednoczonych, w stanie Kansas, siedziba administracyjna hrabstwa Wilson.